# Elize Ryd
Elize Ryd właściwie Hanna Elise Isabella Maj Höstblomma Ryd (ur. 15 października 1984 w Värnamo) – szwedzka wokalistka i tancerka, znana przede wszystkim z występów w zespole Amaranthe. Od 2011 roku współtworzy także formację Dreamstate.
W 2005 roku, bez powodzenia wzięła udział w przesłuchaniach na stanowisko wokalistki w zespole Nightwish, po opuszczeniu składu przez Tarję Turunen. Od 2010 roku jako wokalistka wspierająca i tancerka współpracuje z amerykańskim zespołem heavymetalowym Kamelot. Piosenkarka wystąpiła gościnnie na wydanym w 2012 roku albumie tegoż zespołu pt. Silverthorn. Ryd zaśpiewała w utworach „Sacrimony (Angel of Afterlife)”, „Veritas” i „Falling Like the Fahrenheit”. Okazjonalnie występuje także wraz z grupą podczas koncertów. W 2012 roku wraz z Alissą White-Gluz dała jednorazowy koncert z Nightwish w zastępstwie Anette Olzon.
Jej starsza siostra Elina również jest wokalistką, występuje m.in. w zespole Midnattsorkestern. 

## Dyskografia
Single
| Tytuł                                        | Rok  | Pozycja na liście |
| Tytuł                                        | Rok  | SWE               |
| -------------------------------------------- | ---- | ----------------- |
| "One By One" (Elize Ryd & Rickard Söderberg) | 2015 | 87                |

Inne
| Album                                                       | Rok  | Utwór | Źródło |
| ----------------------------------------------------------- | ---- | --- | ------ |
| Falconer – The Sceptre of Deception                         | 2003 | gościnnie śpiew | [ 10 ] |
| Falconer – Grime vs. Grandeur                               | 2005 | gościnnie śpiew w utworze "Emotional Skies" | [ 11 ] |
| Dreamland – Future's Calling                                | 2005 | gościnnie śpiew w utworze "Fade Away" | [ 12 ] |
| Dragonland – Astronomy                                      | 2006 | gościnnie śpiew w utworach "Supernova", "Cassiopeia" i "Too Late for Sorrow"                                                                             | [ 13 ] |
| Dragonland – Under the Grey Banner                          | 2011 | gościnnie śpiew | [ 14 ] |
| Takida – The Burning Heart                                  | 2011 | gościnnie śpiew w utworze "Ending Is Love" | [ 15 ] |
| Kamelot – Silverthorn                                       | 2012 | gościnnie śpiew w utworach "Sacrimony (Angel of Afterlife)", "Veritas" i "Falling like the Fahrenheit"                                                   | [ 16 ] |
| Nightwish – Showtime, Storytime                             | 2013 | gościnnie śpiew | [ 17 ] |
| Timo Tolkki’s Avalon – The Land of New Hope – A Metal Opera | 2013 | gościnnie śpiew w utworach "Avalanche Anthem", "A World Without Us", "Enshrined in My Memory", "In the Name of the Rose", "Shine" i "I'll Sing You Home" | [ 18 ] |
| Timo Tolkki’s Avalon – Angels of the Apocalypse             | 2014 | gościnnie śpiew w utworach "High Above of Me" i "Angels of the Apocalypse"                                                                               | [ 19 ] |
| Gus G. – Brand New Revolution                               | 2015 | gościnnie śpiew w utworze "What Lies Below" | [ 20 ] |

## Teledyski
| Tytuł                                                                                      | Rok  | Reżyseria      | Album                                | Źródło |
| ------------------------------------------------------------------------------------------ | ---- | -------------- | ------------------------------------ | ------ |
| Kamelot - "Sacrimony (Angel Of Afterlife)" (gościnnie: Elize Ryd, Alissa White-Gluz)       | 2012 | Ivan Colic     | Silverthorn                          | [ 21 ] |
| Timo Tolkki’s Avalon - "Enshrined In My Memory" (gościnnie: Elize Ryd)                     | 2013 | Patric Ullaeus | The Land of New Hope – A Metal Opera | [ 22 ] |
| Timo Tolkki’s Avalon - "A World Without Us" (gościnnie: Elize Ryd, Rob Rock, Russel Allen) | 2013 | —              | The Land of New Hope – A Metal Opera | [ 22 ] |
| Gus G. - "What Lies Below" (gościnnie: Elize Ryd)                                          | 2015 | —              | Brand New Revolution                 | [ 23 ] |

## Gry wideo
| Tytuł                               | Rok  | Rola                 | Uwagi                             | Źródło |
| ----------------------------------- | ---- | -------------------- | --------------------------------- | ------ |
| Karmaflow: The Rock Opera Videogame | 2014 | jako The Moon Sister | rola dubbingowana, BaseCamp Games | [ 24 ] |

## Nagrody i wyróżnienia
| Rok  | Kategoria         | Tytułem   | Nagroda            | Nota | Źródło |
| ---- | ----------------- | --------- | ------------------ | ---- | ------ |
| 2014 | Rock & Role Model | Elize Ryd | Bandit Rock Awards | Laur | [ 25 ] |